# ボルファートとやま
ボルファートとやまは、富山県富山市奥田新町8-1に所在する施設である。正式名称は『富山県勤労者総合福祉センターボルファートとやま』（とやまけんきんろうしゃそうごうふくしセンターボルファートとやま）である。
また、1998年4月から2013年4月1日まで存在していた株式会社の名称でもある。

## 概要
地上10階建て、延床面積約15,000m2の建物である。
1963年12月に建設された富山県労働者福祉会館（以下、労福協）が老朽化かつ手狭になったため建設され、1984年10月3日に竣工時、同年10月6日に『富山県勤労者総合福祉センターボルファートとやま』としてオープンした。総事業費は約52億円。完成当初はせり舞台と移動式座席を備えた多目的ホール（500席）の他、温水プール（25m、6コース）、トレーニングジム、結婚式場、飲食店街などがあり、県労協、地方同盟などの労働団体、労働者福祉事業団体が入居していた。
その後、公益法人の監督指針に基づき、1998年4月に労福協の宴会事業を新たに設立した株式会社ボルファートとやまに委託していたものの、2013年4月1日に労福協に全事業の事業譲渡を行い、株式会社ボルファートとやまを解散させて統合、さらに2013年10月1日に労福協が設立母体となった株式会社富山北モータープール（1996年1月）の統合を行い、収益事業の一体化が図られた。